# Лагомина Геннадій Станіславович
Геннадій Станіславович Лагомина (нар. 9 вересня 1973) — український та російський футболіст, нападник.

## Життєпис
Футбольну кар'єру розпочав 1992 року в кіровоградській «Червоній Зірці» з чемпіонату Кіровоградської області. У квітні 1992 року перейшов до «Зірки». У футболці кіровоградського клубу дебютував 11 квітня 1992 року в програному (1:3) виїзному поєдинку 2-го туру підгрупи 1 Перехідної ліги України проти харківського «Олімпіка». Геннадій вийшов на поле в стартовому складі та відіграв увесь матч. У квітні-травні 1992 року провів 6 матчів у Перехідній лізі України. Влітку 1992 року перебрався до «Поліграфтехніки», але виступав в аматорському чемпіонаті України за фарм-клуб олександрійців, «Поліграфтехніку-Кристал». Єдиний матч за «Поліграфтехніку» провів 7 жовтня 1992 року, в 1/16 фіналу кубку України проти харківського «Металіста». Геннадій вийшов на поле на 67-й хвилині, замінивши Костянтина Гришка.
Напередодні старту сезону 1993/94 років перебрався в макіївський «Шахтар», який виступав в аматорському чемпіонаті України. У першій половині наступного сезону виступав у вище вказаному турнірі за «Сілур» (Харцизьк). Навесні 1995 року підсилив «Десну». У футболці чернігівського клубу дебютував 27 квітня 1995 року в нічийному (0:0) виїзному поєдинку 29-го туру Другої ліги України проти очаківської «Артанії». Лагомина вийшов на поле на 61-й хвилині, замінивши Сергія Зелінського. Єдиним голом за «Десну» відзначився 24 серпня 1995 року на 45-й хвилині переможного (1:0) домашнього поєдинку 6-го туру групи А Другої ліги України проти южноукраїнської «Олімпії ФК АЕС». Геннадій вийшов на поле в стартовому складі та відіграв увесь матч. У 1995-му календарному році зіграв 31 матч (1 гол) у чемпіонаті України та 1 поєдинок у кубку України.
У 1996 році виїхав до Росії, де отримав громадянство вище вказаної країни. Виступав за «Індустрію» (Боровськ) у Другій лізі Росії (38 матчів, 4 голи). Наступного року перебрався в рязанський «Спартак», але грав дуже рідко (5 матчів). Восени 1997 року перейшов у «Кремінь», за який дебютував 20 жовтня 1997 року в програному (0:2) виїзному поєдинку 1/32 фіналу кубку України проти шаргородської «Фортуни». Лагомина вийшов на поле на 66-й хвилині, замінивши Олега Сьомку. Вище вказаний матч залишився єдиним у футболці «Кременя». У 1998 році знову виїхав до Росії, виступав за «Нафтовик» (Бугульма) в першості Росії серед ЛФК. Наступного року провів 1 матч у Другому дивізіону Росії за «Спартак» (Луховиці). Наприкінці кар'єри грав за аматорські команди з Обнінська, МТО та «Держава».